# Tipula fuscicosta
Tipula fuscicosta är en tvåvingeart som beskrevs av Mannheims 1954. Tipula fuscicosta ingår i släktet Tipula och familjen storharkrankar. Inga underarter finns listade i Catalogue of Life.